# Didemnum paa
Didemnum paa är en sjöpungsart som beskrevs av Monniot 1987. Didemnum paa ingår i släktet Didemnum och familjen Didemnidae. Inga underarter finns listade i Catalogue of Life.